# Mouterre-sur-Blourde
Mouterre-sur-Blourde är en kommun i departementet Vienne i regionen Nouvelle-Aquitaine i västra Frankrike. Kommunen ligger i kantonen L'Isle-Jourdain som tillhör arrondissementet Montmorillon. År 2022 hade Mouterre-sur-Blourde 167 invånare.

## Befolkningsutveckling
Antalet invånare i kommunen Mouterre-sur-Blourde
| Referens: INSEE |